# Аксуський сільський округ (Катон-Карагайський район)
Аксу́ський сільський округ (каз. Ақсу ауылдық округі, рос. Аксуский сельский округ) — адміністративна одиниця у складі Катон-Карагайського району Східноказахстанської області Казахстану. Адміністративний центр — село Аксу.
Населення — 724 особи (2021; 1330 у 2009, 2491 у 1999, 2136 у 1989).
Станом на 1989 рік існувала Білівська сільська рада (села Біле, Верх-Катунь, Фикалка, Чаловка, Язове). До 2009 року округ називався Білівським. Село Талди було ліквідовано 2014 року.

## Склад
До складу округу входять такі населені пункти:
| Населений пункт | Старі назви  | Населення, осіб (1989) | Населення, осіб (1999) | Населення, осіб (2009) | Населення, осіб (2021) |
| --------------- | ------------ | ---------------------- | ---------------------- | ---------------------- | ---------------------- |
| Аксу, село      | Біле         | 1205                   | 1381                   | 834                    | 569                    |
| Акшарбак, село  | Верх-Катунь  | 168                    | 238                    | 136                    | 5                      |
| Бекалка, село   | Фикалка      | 285                    | 328                    | 103                    | 20                     |
| Жазаба, село    | Язове, Язова | 368                    | 387                    | 222                    | 130                    |
| Талди, село     | Чаловка      | 110                    | 157                    | 35                     | -                      |